# Taraxella petrensis
Taraxella petrensis là một loài nhện trong họ Salticidae.
Loài này thuộc chi Taraxella. Taraxella petrensis được Fred R. Wanless miêu tả năm 1987.